# Superliga polska w piłce ręcznej mężczyzn (2019/2020)
Superliga polska w piłce ręcznej mężczyzn 2019/2020 – 64. edycja najwyższej w hierarchii klasy ligowych rozgrywek piłki ręcznej mężczyzn w Polsce, mająca na celu wyłonienie mistrza Polski na rok 2020, a także drużyn, które uzyskają prawo występu w europejskich pucharach w sezonie 2020/2021. W dniu 6 marca 2019 ruszył proces licencyjny dla drużyn PGNiG Superligi oraz zwycięzców grup I ligi. Chęć udziału w zmaganiach zgłosiło 14 drużyn Superligi oraz dwie drużyny z I Ligi - zwycięzcy grup. Proces licencyjny w pierwszym etapie trwał do 30 kwietnia 2019, podobnie jak w ubiegłym sezonie. Kryteria sportowe spełniło 13 drużyn Superligi oraz zwycięzca turnieju kwalifikacyjnego (dwumeczu) zwycięzców grup I Ligi, gdyż z możliwości awansu zrezygnowała Olimpia Piekary Śląskie.
W dniu 15 lipca 2019 Komisarz Ligi wydał pierwsze decyzje licencyjne. Drugi etap udzielenia licencji w przypadku odmowy w pierwszym terminie i możliwości uzupełnienia braków dokumentów, musiał zakończyć się ostatecznym zatwierdzeniem drużyn w dniu 1 sierpnia 2019.
W tym sezonie miał zostać utrzymany podział dwie grupy po rundzie zasadniczej: pierwsza "ósemka" utworzyć miała pary ćwierćfinałowe, zaś pozostałe 6 drużyn miało rozegrać systemem mecz-rewanż rundę o utrzymanie w Superlidze. Ostatecznie jednak rozgrywki przedwcześnie zakończono po rozegraniu 1 meczu 25. kolejki fazy zasadniczej.
Przed startem rozgrywek SPR Tarnów zmienił nazwę na Grupa Azoty Tarnów.
Sponsorem tytularnym rozgrywek jest Polskie Górnictwo Naftowe i Gazownictwo, stąd ich marketingowa nazwa brzmi PGNiG Superliga Mężczyzn.
Tytuł mistrza Polski obroniło PGE Vive Kielce.

## Drużyny
| | Uczestnicy poprzedniej edycji              |    | Data licencji |
| --- | ------------------------------------------ | -- | ------------- |
| KCE | PGE Vive Kielce                            | 1  | 15.07.2019    |
| PLO | Orlen Wisła Płock                          | 2  | 15.07.2019    |
| OPO | Gwardia Opole                              | 3  | 15.07.2019    |
| KWI | MMTS Kwidzyn                               | 4  | 15.07.2019    |
| ZAB | NMC Górnik Zabrze                          | 5  | 15.07.2019    |
| PUL | Azoty-Puławy                               | 6  | 15.07.2019    |
| PIO | Piotrkowianin Piotrków Trybunalski         | 7  | 15.07.2019    |
| GLO | Chrobry Głogów                             | 8  | 15.07.2019    |
| KAL | MKS Kalisz                                 | 9  | 15.07.2019    |
| SZC | Pogoń Szczecin                             | 10 | 15.07.2019    |
| GDA | Wybrzeże Gdańsk                            | 11 | 15.07.2019    |
| LUB | Zagłębie Lubin                             | 12 | 15.07.2019    |
| MIE | Stal Mielec                                | 13 | 15.07.2019    |
| | Awans z turnieju mistrzów I ligi 2018/2019 |    |               |
| TAR | Grupa Azoty Tarnów                         | 1  | 15.07.2019    |
| Oznaczenia: - kolumna pierwsza – skróty nazw drużyn wpisane na mapie, - kolumna trzecia – miejsce zajęte przez daną drużynę w poprzednim sezonie. - kolumna czwarta – data uzyskania licencji w danym sezonie rozgrywek. |                                            |    |               |

## System rozgrywek
Rozgrywki prowadzone były systemem kołowym w formie mecz-rewanż. Wszystkie mecze w rundzie zasadniczej oraz spadkowej musiały być zakończone wynikiem rozstrzygającym. W przypadku braku rozstrzygnięcia w regulaminowym czasie zarządzana była seria rzutów karnych. Bramki zdobyte przez zawodników w rzutach karnych po upływie regulaminowego czasu gry nie były liczone do indywidualnych statystyk, a ich celem było wyłącznie ustalenie wyniku spotkania.
W fazie pucharowej mogły wystąpić remisy w poszczególnych meczach a w przypadku remisu w dwumeczu - zarządzane miały być rzuty karne.
Zgodnie z regulaminem rozgrywek w sezonie 2019/2020 po zakończeniu rundy zasadniczej, drużyny miały zostać podzielone na dwie grupy:
- pierwsze osiem drużyn utworzyć miało pary ćwierćfinałowe
- pozostałe sześć drużyn rozegrać miało mecze o utrzymanie w Superlidze

Zespołom, które po rundzie zasadniczej zajęły miejsca 9-14, miały mieć wyzerowane punkty oraz przyznane punkty bonusowe za zajęte miejsce po sezonie zasadniczym: 9. miejsce - 6 punktów, 10. miejsce - 5 punktów, 11. miejsce - 4 punkty, 12. miejsce - 3 punkty, 13. miejsce - 2 punkty. Drużyny te miały rozegrać rundę systemem mecz-rewanż o utrzymanie w PGNiG Superlidze. Ostatni zespół miał spaść do I ligi a zespół, który zajął miejsce 13. miał rozegrać dwumecz barażowy z drugim zespołem z turnieju finałowego I ligi.
Ostatecznie jednak ze względu na pandemię koronawirusa rozgrywki zakończono po rozegraniu 1 meczu 25. kolejki, w związku z czym nie rozegrano rundy finałowej. Ponadto, ustalono, że nikt nie spadł z Superligi.

## Zasady punktacji
Zwycięstwo w regulaminowym czasie: 3 pkt
Zwycięstwo po karnych: 2 pkt
Porażka po karnych: 1 pkt
Porażka w regulaminowym czasie: 0 pkt

## Trenerzy
| Lp. | Drużyna                            | Trener              |
| --- | ---------------------------------- | ------------------- |
| 1.  | PGE Vive Kielce                    | Tałant Dujszebajew  |
| 2.  | Orlen Wisła Płock                  | Xavi Sabaté         |
| 3.  | Gwardia Opole                      | Rafał Kuptel        |
| 4.  | MMTS Kwidzyn                       | Dmytro Zinczuk      |
| 5.  | NMC Górnik Zabrze                  | Marcin Lijewski     |
| 6.  | Azoty-Puławy                       | Michał Skórski      |
| 7.  | Piotrkowianin Piotrków Trybunalski | Bartosz Jurecki     |
| 8.  | Chrobry Głogów                     | Witalij Nat         |
| 9.  | MKS Kalisz                         | Patrik Liljestrand  |
| 10. | Pogoń Szczecin                     | Rafał Biały         |
| 11. | Wybrzeże Gdańsk                    | Thomas Orneborg     |
| 12. | Zagłębie Lubin                     | Bartłomiej Jaszka   |
| 13. | Stal Mielec                        | Dawid Nilsson       |
| 14. | Grupa Azoty Tarnów                 | Marcin Markuszewski |

## Hale
| Miasto               | Klub                               | Hala                                             | Adres                                         | Pojemność | Zdjęcie |
| -------------------- | ---------------------------------- | ------------------------------------------------ | --------------------------------------------- | --------- | ------- |
| Puławy               | Azoty-Puławy                       | Hala sportowa MOSiR                              | ul. Aleja Partyzantów 11 Puławy               | 711       |         |
| Głogów               | Chrobry Głogów                     | Hala widowiskowo-sportowa im. Ryszarda Matuszaka | ul. Wita Stwosza 1 Głogów                     | 2500      |         |
| Tarnów               | Grupa Azoty Tarnów                 | Arena Jaskółka Tarnów                            | ul. Traugutta 3B Tarnów                       | 4296      |         |
| Opole                | Gwardia Opole                      | Stegu Arena                                      | ul. Oleska 70 Opole                           | 3500      |         |
| Kalisz               | MKS Kalisz                         | Arena Kalisz                                     | ul. Prymasa Stefana Wyszyńskiego 22-24 Kalisz | 3164      |         |
| Kwidzyn              | MMTS Kwidzyn                       | Kompleks Widowiskowo-Sportowy KCSiR              | ul. Wiejska 1 Kwidzyn                         | 1504      |         |
| Zabrze               | NMC Górnik Zabrze                  | Hala sportowa Pogoń Zabrze                       | ul. Wolności 406 Zabrze                       | 1000      |         |
| Płock                | Orlen Wisła Płock                  | Orlen Arena                                      | ul. Plac Celebry Papieskiej 1 Płock           | 5492      |         |
| Mielec               | Stal Mielec                        | Gimnazjum nr 2 w Mielcu                          | ul. Grunwaldzka 7 Mielec                      | 299       |         |
| Piotrków Trybunalski | Piotrkowianin Piotrków Trybunalski | Hala Relax                                       | al. 3-go Maja 6 B Piotrków Trybunalski        | 800       |         |
| Szczecin             | Pogoń Szczecin                     | Arena Szczecin                                   | ul. Władysława Szafera 3/5/7 Szczecin         | 5403      |         |
| Kielce               | PGE Vive Kielce                    | Hala Legionów                                    | ul. Leszka Drogosza 15 Kielce                 | 4200      |         |
| Gdańsk               | Wybrzeże Gdańsk                    | Hala widowiskowo-sportowa                        | ul. Wiejska 1 Gdańsk                          | 1700      |         |
| Lubin                | Zagłębie Lubin                     | RCS Lubin                                        | ul. Odrodzenia 28b Lubin                      | 3714      |         |

## Rozgrywki

### Runda zasadnicza
awans do rundy finałowej
     rozgrywki w rundzie spadkowej

#### Tabela
| Lp | Drużyna                            | M  | Mecze | Mecze | Mecze | Mecze | Bramki | Bramki | Bramki | Pkt | Uwagi |
| Lp | Drużyna                            | M  | W3    | W2    | P1    | P0    | +      | -      | +/-    | Pkt | Uwagi |
| -- | ---------------------------------- | -- | ----- | ----- | ----- | ----- | ------ | ------ | ------ | --- | ----- |
| 1  | PGE Vive Kielce                    | 25 | 24    | 0     | 0     | 1     | 916    | 608    | +308   | 72  |       |
| 2  | Orlen Wisła Płock                  | 24 | 23    | 0     | 0     | 1     | 715    | 516    | +199   | 69  |       |
| 3  | NMC Górnik Zabrze                  | 24 | 18    | 1     | 1     | 4     | 699    | 614    | +85    | 57  |       |
| 4  | Azoty-Puławy                       | 25 | 16    | 0     | 2     | 7     | 761    | 673    | +88    | 50  |       |
| 5  | Gwardia Opole                      | 24 | 11    | 2     | 0     | 11    | 647    | 675    | −28    | 37  |       |
| 6  | MKS Kalisz                         | 24 | 10    | 1     | 1     | 12    | 602    | 667    | −65    | 33  |       |
| 7  | Zagłębie Lubin                     | 24 | 10    | 1     | 0     | 13    | 640    | 676    | −36    | 32  |       |
| 8  | Pogoń Szczecin                     | 24 | 10    | 0     | 1     | 13    | 630    | 681    | −51    | 31  |       |
| 9  | Chrobry Głogów                     | 24 | 8     | 1     | 3     | 12    | 663    | 676    | −13    | 29  |       |
| 10 | Piotrkowianin Piotrków Trybunalski | 24 | 7     | 1     | 0     | 16    | 646    | 687    | −41    | 23  |       |
| 11 | MMTS Kwidzyn                       | 24 | 7     | 0     | 0     | 17    | 609    | 694    | −85    | 21  |       |
| 12 | Wybrzeże Gdańsk                    | 24 | 6     | 1     | 0     | 17    | 589    | 684    | −95    | 20  |       |
| 13 | Stal Mielec                        | 24 | 6     | 1     | 0     | 17    | 592    | 697    | −105   | 20  |       |
| 14 | Grupa Azoty Tarnów                 | 24 | 3     | 1     | 2     | 18    | 573    | 716    | −143   | 13  |       |

Źródło: pgnig-superliga.pl (pol.)
Zasady ustalania kolejności: 1. liczba zdobytych punktów; 2.większa różnica bramek ze wszystkich zawodów; 3. większa liczba zdobytych bramek ze wszystkich zawodów. 
Lp = pozycja; M = liczba meczów rozegranych;   W3 = liczba meczów wygranych za 3 pkt; W2 = liczba meczów wygranych za 2 pkt;
 P1 = liczba meczów przegranych po dogrywce/karnych (za 1 pkt); P0 = liczba meczów przegranych bez dogrywki/karnych;
B+ = bramki zdobyte; B- = bramki stracone;  Pkt = liczba zdobytych punktów

#### Wyniki
| Gospodarz \ Gość1                  | PUL   | GLO          | TAR          | OPO          | KAL          | ZAB          | KWI   | PLO   | KCE   | PIO          | SZC          | MIE   | GDA          | LUB          |
| Azoty-Puławy                       |       | 33:29        | 28:18        | 34:34k <2:4> | 37:27        | 29:29k <4:5> | 35:27 | 20:24 | 32:39 | 39:35        | 37:23        | 36:28 | 32:24        | 27:23        |
| Chrobry Głogów                     | 27:25 |              | 34:27        | 41:29        | -:-2         | 31:32        | 24:27 | -:-2  | 27:34 | 28:26        | 25:25k <3:1> | 26:23 | 29:29k <3:4> | 26:26k <3:5> |
| Grupa Azoty Tarnów                 | 21:35 | 27:27k <4:2> |              | 31:26        | 21:21k <3:4> | 23:33        | -:-2  | 16:33 | 19:33 | 23:22        | 22:28        | 27:23 | 31:34        | 27:35        |
| Gwardia Opole                      | 24:33 | 27:23        | 29:22        |              | 26:26k <6:5> | 19:20        | 29:25 | 23:28 | 18:29 | 29:26        | 33:24        | -:-2  | 28:22        | 36:31        |
| MKS Kalisz                         | -:-2  | 31:26        | 33:28        | 25:27        |              | 17:28        | 27:23 | 23:26 | 22:42 | 27:26        | 26:29        | 26:20 | 26:23        | 27:30        |
| NMC Górnik Zabrze                  | 32:25 | 35:29        | 23:22        | 37:31        | 28:23        |              | 32:26 | 23:24 | 27:34 | 33:33k <1:3> | -:-2         | 30:22 | 29:20        | 38:27        |
| MMTS Kwidzyn                       | 22:28 | 25:26        | 33:29        | 21:24        | 29:27        | 19:25        |       | 19:25 | 22:40 | 28:26        | 35:28        | 30:24 | -:-2         | 28:23        |
| Orlen Wisła Płock                  | 25:17 | 42:23        | 33:14        | 26:20        | 30:23        | 25:20        | 37:21 |       | 27:26 | 35:22        | 26:25        | 38:22 | 34:20        | 28:22        |
| PGE Vive Kielce                    | 34:31 | 47:26        | 52:30        | 38:21        | 38:16        | 34:24        | 45:32 | 29:20 |       | -:-2         | 45:28        | 33:20 | 38:24        | 36:24        |
| Piotrkowianin Piotrków Trybunalski | 25:35 | 27:23        | 22:21        | -:-2         | 23:26        | 24:28        | 32:20 | 24:33 | 35:42 |              | 29:27        | 29:25 | 32:29        | 28:21        |
| Pogoń Szczecin                     | 25:34 | 27:19        | -:-2         | 26:23        | 22:19        | 26:31        | 27:24 | 23:28 | 21:30 | 33:29        |              | 27:29 | 29:28        | 28:18        |
| Stal Mielec                        | 25:27 | 24:31        | 26:26k <5:4> | 34:26        | 29:30        | -:-2         | 28:27 | 22:36 | 20:36 | 24:22        | 27:31        |       | 23:27        | 27:25        |
| Wybrzeże Gdańsk                    | 25:26 | 26:33        | 25:22        | 26:34        | 20:27        | 27:32        | 26:22 | 19:32 | 17:27 | 29:23        | 31:27        | 19:24 |              | -:-2         |
| Zagłębie Lubin                     | 28:26 | 28:26        | 28:26        | 27:31        | 27:36        | 24:30        | 27:24 | -:-2  | 25:35 | 29:26        | 29:25        | 32:23 | 24:19        |              |

Źródło: zprp.pl (pol.)
1Drużyna gospodarzy jest wymieniona po lewej stronie tabeli.
W relacjach TV z rozgrywek krajowych PGE Vive Kielce opisywany jest jako KIE, zaś w rozgrywkach europejskich używany jest skrót KCE (sporadycznie KSK) dla odróżnienia od zespołu THW Kiel.
2Ze względu na pandemię koronawirusa, rozgrywki zakończono po rozegraniu 1 meczu 25. kolejki fazy zasadniczej, a pozostałe mecze anulowano.
Litera k po wyniku oznacza mecz rozstrzygnięty po rzutach karnych.
Kolory: Niebieski = wygrana gospodarzy; Biały = remis; Czerwony = zwycięstwo gości.

### Runda spadkowa
Runda spadkowa ze względu na pandemię koronawirusa została odwołana. Pozycje 9-14  zostały ustalone na podstawie rozegranych spotkań rundy zasadniczej.

### Baraż o Superligę
Baraże o utrzymanie w Superlidze zostały odwołane ze względu na pandemię koronawirusa. Zadecydowano, by drużyna, która skończyła na miejscu barażowym automatycznie utrzymała się w lidze.

### Runda finałowa
Ze względu na pandemię koronawirusa nie rozegrano rundy finałowej. Pozycje 1-8 zostały ustalone na podstawie rozegranych spotkań rundy zasadniczej.

## Klasyfikacja końcowa
| Miejsce | Drużyna                            | Uwagi         |
| ------- | ---------------------------------- | ------------- |
| złoto   | PGE Vive Kielce                    | Liga Mistrzów |
| srebro  | Orlen Wisła Płock                  | Puchar EHF    |
| brąz    | NMC Górnik Zabrze                  | [ b ] [ 20 ]  |
| 4.      | Azoty-Puławy                       | Puchar EHF    |
| 5.      | Gwardia Opole                      |               |
| 6.      | MKS Kalisz                         |               |
| 7.      | Zagłębie Lubin                     |               |
| 8.      | Pogoń Szczecin                     |               |
| 9.      | Chrobry Głogów                     |               |
| 10.     | Piotrkowianin Piotrków Trybunalski |               |
| 11.     | MMTS Kwidzyn                       |               |
| 12.     | Wybrzeże Gdańsk                    |               |
| 13.     | Stal Mielec                        | [ c ] [ 8 ]   |
| 14.     | Grupa Azoty Tarnów                 | [ c ] [ 8 ]   |

## Klasyfikacje indywidualne

### Klasyfikacja strzelców
Klasyfikacja obejmuje wszystkie mecze: rundy zasadniczej, rundy spadkowej, barażowej i finałowej. Tytuł króla strzelców zostanie przyznany po rundzie zasadniczej i zdobył go Arkadiusz Moryto reprezentujący PGE Vive Kielce.
| Lp. | Bramki | Mecze | Zawodnik           | Drużyna            |
| --- | ------ | ----- | ------------------ | ------------------ |
| 1.  | 127    | 20    | Arkadiusz Moryto   | PGE Vive Kielce    |
| 2.  | 120    | 24    | Szymon Sićko       | NMC Górnik Zabrze  |
| 3.  | 119    | 24    | Patryk Mauer       | Gwardia Opole      |
| 4.  | 113    | 20    | Mateusz Wróbel     | Wybrzeże Gdańsk    |
| 5.  | 107    | 24    | Piotr Rybski       | Pogoń Szczecin     |
| 6.  | 105    | 23    | Jakub Kowalik      | Grupa Azoty Tarnów |
| 7.  | 104    | 23    | Dzianis Valyntsau  | Stal Mielec        |
| 8.  | 100    | 23    | Antoni Łangowski   | Azoty-Puławy       |
| 9.  | 100    | 24    | Bartłomiej Tomczak | NMC Górnik Zabrze  |
| 10. | 98     | 24    | Adam Babicz        | Chrobry Głogów     |

W przypadku identycznej liczby zdobytych bramek wyższe miejsce zajmuje zawodnik, który zdobył je w mniejszej liczbie meczów, a przy tej samej liczbie meczów - który miał lepszą skuteczność.
Uwzględnione wszystkie mecze przed przedwczesnym zakończeniem sezonu.

### Klasyfikacja bramkarzy
| Lp. | Zawodnik           | Drużyna                            | Ogółem      | Ogółem          | Ogółem          | W tym: rzuty karne | W tym: rzuty karne | W tym: rzuty karne | L.meczów   |
| Lp. | Zawodnik           | Drużyna                            | Skuteczność | Obronione rzuty | Stracone bramki | Skuteczność        | Obronione rzuty    | Stracone bramki    | /ile serii |
| --- | ------------------ | ---------------------------------- | ----------- | --------------- | --------------- | ------------------ | ------------------ | ------------------ | ---------- |
| 1.  | Miłosz Wałach      | PGE Vive Kielce                    | 44,44%      | 20              | 25              | 40,00%             | 2                  | 3                  | 3/8        |
| 2.  | Andreas Wolff      | PGE Vive Kielce                    | 40,57%      | 43              | 63              | 20,00%             | 1                  | 4                  | 6/8        |
| 3.  | Mateusz Zembrzycki | Gwardia Opole                      | 38,82%      | 59              | 93              | 41,67%             | 5                  | 7                  | 8/8        |
| 4.  | Adam Morawski      | Orlen Wisła Płock                  | 37,75%      | 57              | 94              | 23,53%             | 4                  | 13                 | 7/8        |
| 5.  | Wadim Bogdanow     | Azoty-Puławy                       | 35,16%      | 45              | 83              | 50,00%             | 6                  | 6                  | 8/8        |
| 6.  | Martin Galia       | NMC Górnik Zabrze                  | 34,50%      | 59              | 112             | 36,36%             | 4                  | 7                  | 8/8        |
| 7.  | Marcin Schodowski  | Zagłębie Lubin                     | 33,63%      | 76              | 150             | 27,27%             | 6                  | 16                 | 8/8        |
| 8.  | Anton Tierechow    | Pogoń Szczecin                     | 33,51%      | 63              | 125             | 26,32%             | 5                  | 14                 | 8/8        |
| 9.  | Rafał Stachera     | Chrobry Głogów                     | 33,33%      | 73              | 146             | 42,11%             | 8                  | 11                 | 8/8        |
| 10. | Artur Kot          | Piotrkowianin Piotrków Trybunalski | 33,09%      | 46              | 93              | 16,67%             | 2                  | 10                 | 8/8        |

W przypadku identycznej ogólnej skuteczności wyższe miejsce zajmuje bramkarz, który miał lepszą skuteczność w rzutach karnych.
Stan na 16 października 2019 po 8. serii.
Źródło: Statystyki STATSCORE

## Niebieskie kartki
Następujący zawodnicy otrzymali  bez zawieszenia na co najmniej jeden mecz:
Następujący zawodnicy otrzymali  z zawieszeniem na co najmniej jeden mecz: